# نوف-بریزاش
نوف-بریزاش (به فرانسوی: Neuf-Brisach) یک کمون، بارو و planned community در فرانسه است که در Canton of Neuf-Brisach واقع شده‌است.

## خصوصیات
نوف-بریزاش ۱٫۳۳ کیلومترمربع مساحت و ۱٬۹۹۷ نفر جمعیت دارد و ۱۹۷ متر بالاتر از سطح دریا واقع شده‌است.

## خواهرخوانده
شهرهای برایزاخ و Meilhan-sur-Garonne خواهرخوانده‌های نوف-بریزاش هستند.

## نگارخانه

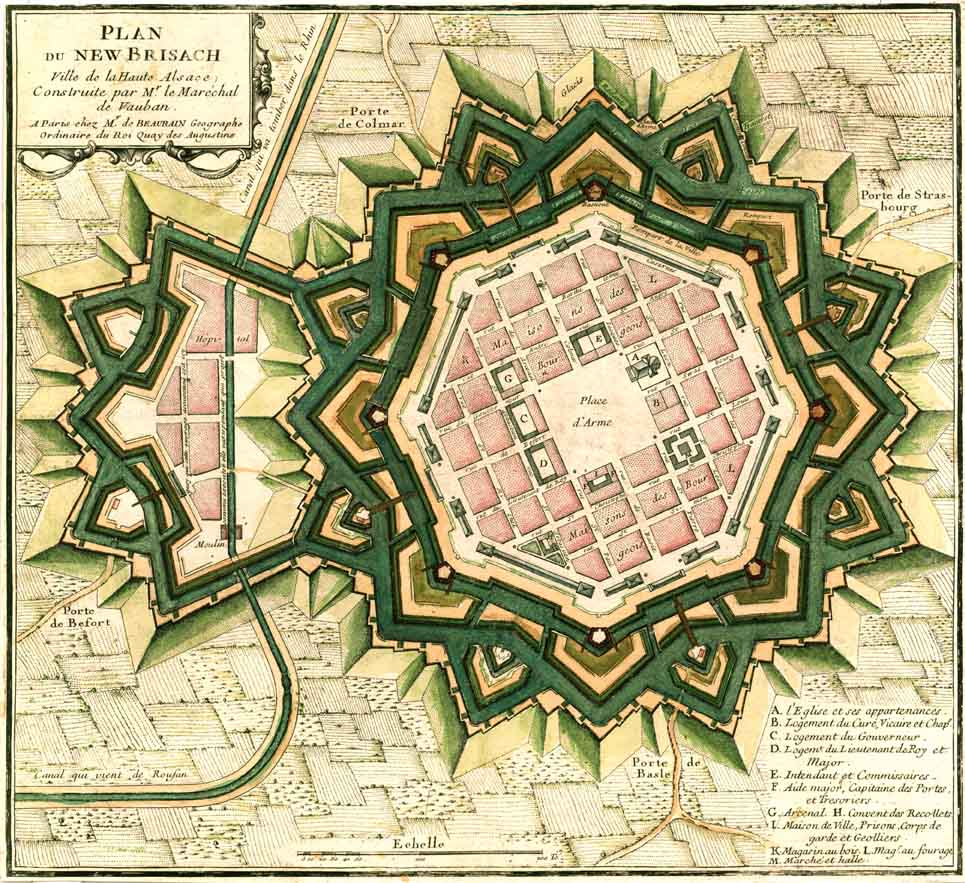
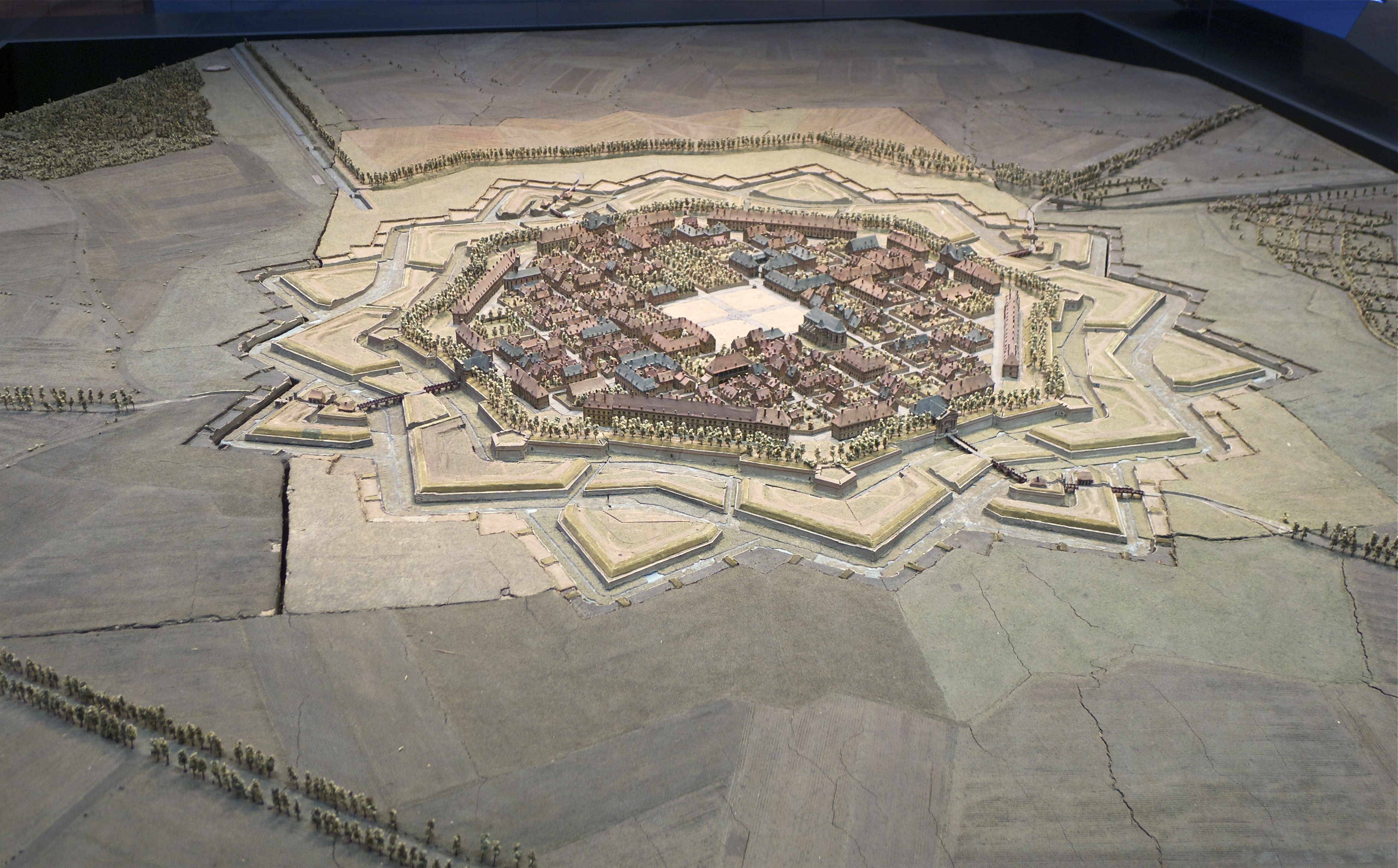
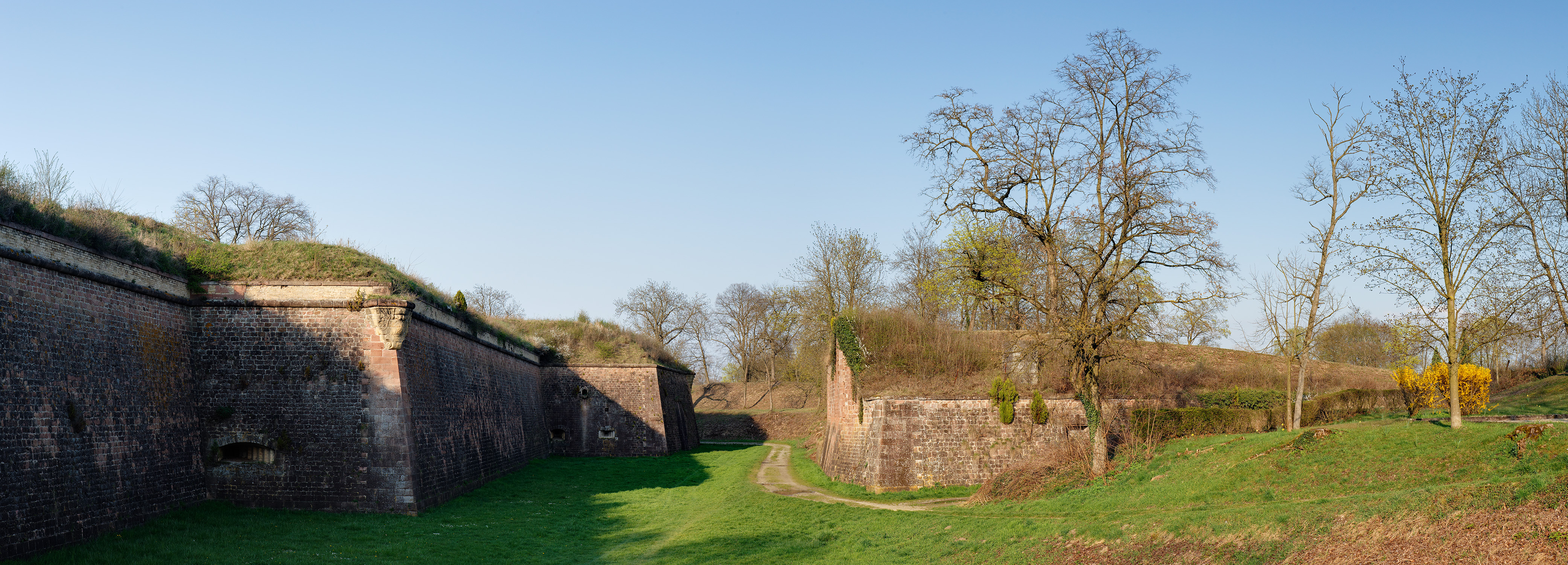